# Derby du Sud-Ouest
En football, le match 1. FC Kaiserslautern - SV Waldhof Mannheim ou SV Waldhof Mannheim - 1. FC Kaiserslautern, selon l'équipe qui reçoit, est un derby marquant la confrontation entre deux clubs voisins. Cette confrontation est considérée comme l'une des plus grandes rivalités d'Allemagne entre le 1. FC Kaiserslautern et le SV Waldhof Mannheim. Il est appelé le « Südwest-Derby » (Derby du Sud-Ouest en français) par les journalistes, il est aussi bien souvent désigné tout simplement par le terme « Derby ».
À ce jour, vingt-cinq matchs ont mis aux prises les deux équipes (quinze matchs en Bundesliga, deux matchs en 2. Bundesliga, six matchs en 3. Liga, ainsi que deux matchs en DFB-Pokal). Ils ont donné lieu à neuf victoires du 1. FC Kaiserslautern, dix nuls et six victoires pour le SV Waldhof Mannheim.
Le dernier derby en date a été joué le 20 février 2022, à l'occasion de la 27e journée de 3. Liga 2021-2022, au Carl-Benz-Stadion, se terminant sur un score nul et vierge.

## Origine de la rivalité

### Proximité géographique

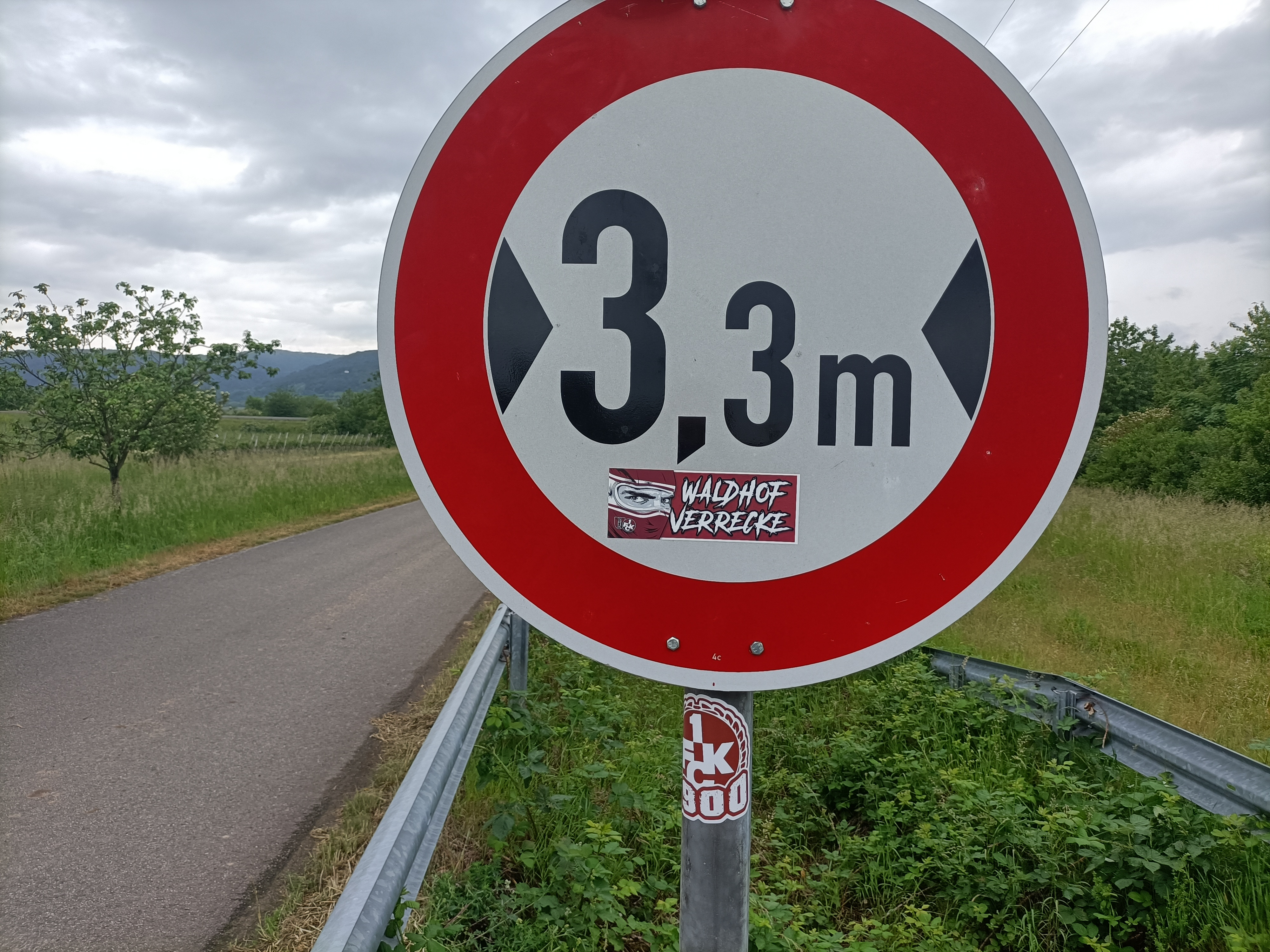
Un sticker anti SV Waldhof Mannheim par les supporters du 1. FC Kaiserslautern proche de la ville de Mannheim

Les villes de Kaiserslautern et Mannheim sont distantes d’environ 60 kilomètres. Kaiserslautern est située en Rhénanie-Palatinat, tandis que Mannheim se trouve dans le Bade-Wurtemberg, les deux Länder étant séparés uniquement par le Rhin. Cette proximité géographique a conduit à une superposition des bassins de supporters des deux clubs, le 1. FC Kaiserslautern et le SV Waldhof Mannheim. Cette situation a intensifié leur rivalité, chaque club cherchant à asseoir sa domination régionale et à fidéliser les supporters dans cette zone partagée.

### Histoire commune
Considérés durant de nombreuses années comme des « voisins pacifistes », les deux clubs voient leur histoire prendre une tout autre tournure dès la montée du SV Waldhof Mannheim en Bundesliga, la situation évolua considérablement. À l’époque, le club évoluait au Stadion am Alsenweg, situé dans le quartier de Waldhof à Mannheim. Cependant, en raison de la démolition de la tribune principale pour une reconstruction, le stade ne répondait plus aux exigences imposées par la Fédération allemande de football (DFB) pour accueillir des matchs de Bundesliga.
Mannheim ne disposant pas d’une enceinte alternative conforme aux règlements, les dirigeants du SV Waldhof Mannheim prirent la décision controversée de délocaliser leurs matchs à Ludwigshafen, une ville voisine située en Rhénanie-Palatinat. Ce choix provoqua la colère des responsables du 1. FC Kaiserslautern, car Ludwigshafen, bien que séparée de Mannheim par le Rhin, appartenait non seulement à une autre région footballistique mais aussi à la zone d’influence du FCK. Les dirigeants du club de Kaiserslautern redoutaient une perte de supporters au profit du SV Waldhof Mannheim, une crainte qui se confirma lorsque plusieurs fans de Ludwigshafen et d’autres localités du Vorderpfalz commencèrent à soutenir l’équipe de Mannheim.
Pour le président du 1. FC Kaiserslautern, Udo Sopp, le projet des Mannheimers de disputer leurs matchs à domicile au Südweststadion (où le FCK avait lui-même déjà joué par le passé) représentait une véritable “déclaration de guerre”. Lui et d’autres dirigeants du club tentèrent d’empêcher ce déménagement, déclenchant une confrontation qui nécessita l’intervention de la DFB pour arbitrer le différend.
Finalement, le SV Waldhof Mannheim obtint l’autorisation de jouer à Ludwigshafen. En réponse, Udo Sopp appela les supporters du FCK à se mobiliser massivement pour le premier match à l’extérieur contre Mannheim et à assister en nombre aux autres rencontres du SV Waldhof Mannheim au Südweststadion. Cet épisode marqua le début d’une rivalité intense entre les deux clubs, qui perdure encore aujourd’hui.

## Les derbys entre Kaiserslautern et Mannheim

### En championnat

#### Liste des rencontres
Le tableau suivant liste les résultats des différents derbys en championnat entre le 1. FC Kaiserslautern et le SV Waldhof Mannheim.
| Saison    | Champ.                        | Match | Rencontre | Rés. | Date               | Buteur(s) pour Kaiserslautern                                        | Buteur(s) pour Mannheim                        | Affluence | Réf.   |
| --------- | ----------------------------- | ----- | --------- | ---- | ------------------ | -------------------------------------------------------------------- | ---------------------------------------------- | --------- | ------ |
| 1941-1942 | Deutsche Fußballmeisterschaft | 1     | -         | 7-1  | 10 mai 1942        | Walter (4e, 42e), Baßler (19e), Walter (39e, 64e, 70e), Marker (76e) | Erb (16e)                                      | 10 000    | [ 5 ]  |
| 1983-1984 | Bundesliga                    | 2     | -         | 2-0  | 22 octobre 1983    | Brehme (58e), Nilsson (74e)                                          | -                                              | 29 700    | [ 6 ]  |
| 1983-1984 | Bundesliga                    | 3     | -         | 2-0  | 7 avril 1984       | -                                                                    | Sebert (9e), Hein (85e)                        | 40 000    | [ 7 ]  |
| 1984-1985 | Bundesliga                    | 4     | -         | 1-1  | 29 août 1984       | Moser (53e)                                                          | Bührer (2e)                                    | 35 000    | [ 8 ]  |
| 1984-1985 | Bundesliga                    | 5     | -         | 1-1  | 12 mars 1985       | Hübner (16e)                                                         | Hein (90e)                                     | 23 342    | [ 9 ]  |
| 1985-1986 | Bundesliga                    | 6     | -         | 1-1  | 3 septembre 1985   | Trunk (27e)                                                          | Kohler (67e)                                   | 35 000    | [ 10 ] |
| 1985-1986 | Bundesliga                    | 7     | -         | 0-0  | 1er avril 1986     | -                                                                    | -                                              | 24 000    | [ 11 ] |
| 1986-1987 | Bundesliga                    | 8     | -         | 3-2  | 27 septembre 1986  | Kohr (7e), Trunk (56e), Allievi (89e)                                | Walter (47e), Kohler (51e)                     | 23 353    | [ 12 ] |
| 1986-1987 | Bundesliga                    | 9     | -         | 4-3  | 15 avril 1987      | Hartmann (29e, 61e), Kohr (39e)                                      | Walter (3e, 31e, 83e, 89e)                     | 32 000    | [ 13 ] |
| 1987-1988 | Bundesliga                    | 10    | -         | 2-2  | 31 octobre 1987    | Roos (71e), Kohr (88e)                                               | Bührer (23e, 52e)                              | 21 910    | [ 14 ] |
| 1987-1988 | Bundesliga                    | 11    | -         | 0-2  | 3 mai 1988         | Kohr (48e), Foda (82e)                                               | -                                              | 32 160    | [ 15 ] |
| 1988-1989 | Bundesliga                    | 12    | -         | 0-4  | 27 novembre 1988   | Wuttke (9e, 55e), Hartmann (58e), Schupp (90e)                       | -                                              | 28 000    | [ 16 ] |
| 1988-1989 | Bundesliga                    | 13    | -         | 0-3  | 10 juin 1989       | -                                                                    | Dais (39e), Lux (69e), Bührer (85e)            | 20 800    | [ 17 ] |
| 1989-1990 | Bundesliga                    | 14    | -         | 2-3  | 23 août 1989       | Kuntz (30e), Foda (85e)                                              | Müller (19e), Dais (32e), Freiler (39e)        | 29 640    | [ 18 ] |
| 1989-1990 | Bundesliga                    | 15    | -         | 4-0  | 24 février 1990    | -                                                                    | Freiler (16e), Franck (21e, 33e), Müller (30e) | 15 000    | [ 19 ] |
| 1996-1997 | 2. Bundesliga                 | 16    | -         | 2-0  | 23 novembre 1996   | -                                                                    | Kobylański (76e), Schwartz (88e)               | 27 000    | [ 20 ] |
| 1996-1997 | 2. Bundesliga                 | 17    | -         | 5-0  | 26 mai 1997        | Wagner (8e), Koch (32e, 70e), Marschall (47e), Rische (79e)          | -                                              | 38 000    | [ 21 ] |
| 2019-2020 | 3. Liga                       | 18    | -         | 1-1  | 1er septembre 2019 | Kraus (34e)                                                          | Korte (10e)                                    | 36 766    | [ 22 ] |
| 2019-2020 | 3. Liga                       | 19    | -         | 1-1  | 29 février 2020    | Zuck (73e)                                                           | Schuster (87e)                                 | 23 153    | [ 23 ] |
| 2020-2021 | 3. Liga                       | 20    | -         | 1-1  | 10 octobre 2020    | Ritter (77e)                                                         | Boyamba (7e)                                   | 6 000     | [ 24 ] |
| 2020-2021 | 3. Liga                       | 21    | -         | 0-2  | 6 février 2021     | Zuck (14e), Kleinsorge (20e)                                         | -                                              | 0         | [ 25 ] |
| 2021-2022 | 3. Liga                       | 22    | -         | 0-0  | 11 septembre 2021  | -                                                                    | -                                              | 13 150    | [ 26 ] |
| 2021-2022 | 3. Liga                       | 23    | -         | 0-0  | 20 février 2022    | -                                                                    | -                                              | 19 000    | [ 27 ] |

Légende :

champ. = championnat, csc = contre son camp, nc = non connu, réf. = référence, rés. = résultat, sp = sur penalty, spec. = spectateurs.
- Victoire du 1. FC Kaiserslautern
- Victoire du SV Waldhof Mannheim

### Autres compétitions officielles
| Saison    | Compétition          | Rencontre | Résultat    | Date             | Buteur(s) pour Kaiserslautern               | Buteur(s) pour Mannheim | Affluence | Réf.   |
| --------- | -------------------- | --------- | ----------- | ---------------- | ------------------------------------------- | ----------------------- | --------- | ------ |
| 1987-1988 | DFB-Pokal (1er tour) | -         | 1-1, 3-1 ap | 29 août 1987     | Wolf (81e), Emmerling (97e), Wuttke (199e)  | Dais (23e)              | 15600     | [ 28 ] |
| 2001-2002 | DFB-Pokal (2e tour)  | -         | 2-3         | 28 novembre 2001 | Ramzy (27e), Lokvenc (42e), Marschall (90e) | Teber (11e, 53e)        | 21100     | [ 29 ] |

Légende :
ap = après prolongation, csc = contre son camp, nc = non connu, réf. = référence, spec. = spectateurs, tab = tirs au but.
- Victoire du 1. FC Kaiserslautern
- Victoire du SV Waldhof Mannheim

## Résultats sportifs

### Palmarès
Le 1. FC Kaiserslautern domine largement son rival en termes de palmarès, avec neuf titres, dont quatre championnats de Bundesliga, deux Coupes d’Allemagne et une Supercoupe d’Allemagne, tandis que le SV Waldhof Mannheim n’a remporté qu’un seul titre, celui de champion de 2. Bundesliga.
| Compétition       | Titre pour le 1. FC Kaiserslautern | Dernier titre | Titre pour le SV Waldhof Mannheim | Dernier titre |
| ----------------- | ---------------------------------- | ------------- | --------------------------------- | ------------- |
| Bundesliga        | 4                                  | 1998          | 0                                 | -             |
| 2. Bundesliga     | 2                                  | 2010          | 1                                 | 1983          |
| Coupe d'Allemagne | 2                                  | 1996          | 0                                 | -             |
| DFL-Supercup      | 1                                  | 1991          | 0                                 | -             |
| Total             | 9                                  | -             | 1                                 | -             |

### Série d'invincibilité
| Club                 | Du                       | Au                       | Série               |
| 1. FC Kaiserslautern | 26 mai 1997 FCK 5-0 SVW  | En cours                 | 7 matches (2V - 5N) |
| SV Waldhof Mannheim  | 7 avril 1984 SVW 2-0 FCK | 1 avril 1986 FCK 0-0 SVW | 5 matches (1V - 4N) |

## Autour de la rivalité

### Incidents
Le 27 avril 2024, environ 70 supporters de Kaiserslautern ont attaqué un bus transportant des familles de supporters du SV Waldhof Mannheim sur une aire de repos avec des bouteilles et d'autres objets, brisant ainsi une vitre supérieure du bus. Cet incident s’est produit alors que les fans de Kaiserslautern revenaient d’un match à l’extérieur à Kiel.